# Spiralix rayi
Spiralix rayi је пуж из реда Littorinimorpha, ендемска врста Француске. 

## Угроженост
Ова врста је на нижем степену опасности од изумирања, и сматра се скоро угроженим таксоном.

## Станиште
Станиште врсте су слатководна подручја.